# Kathedrale von Coimbra

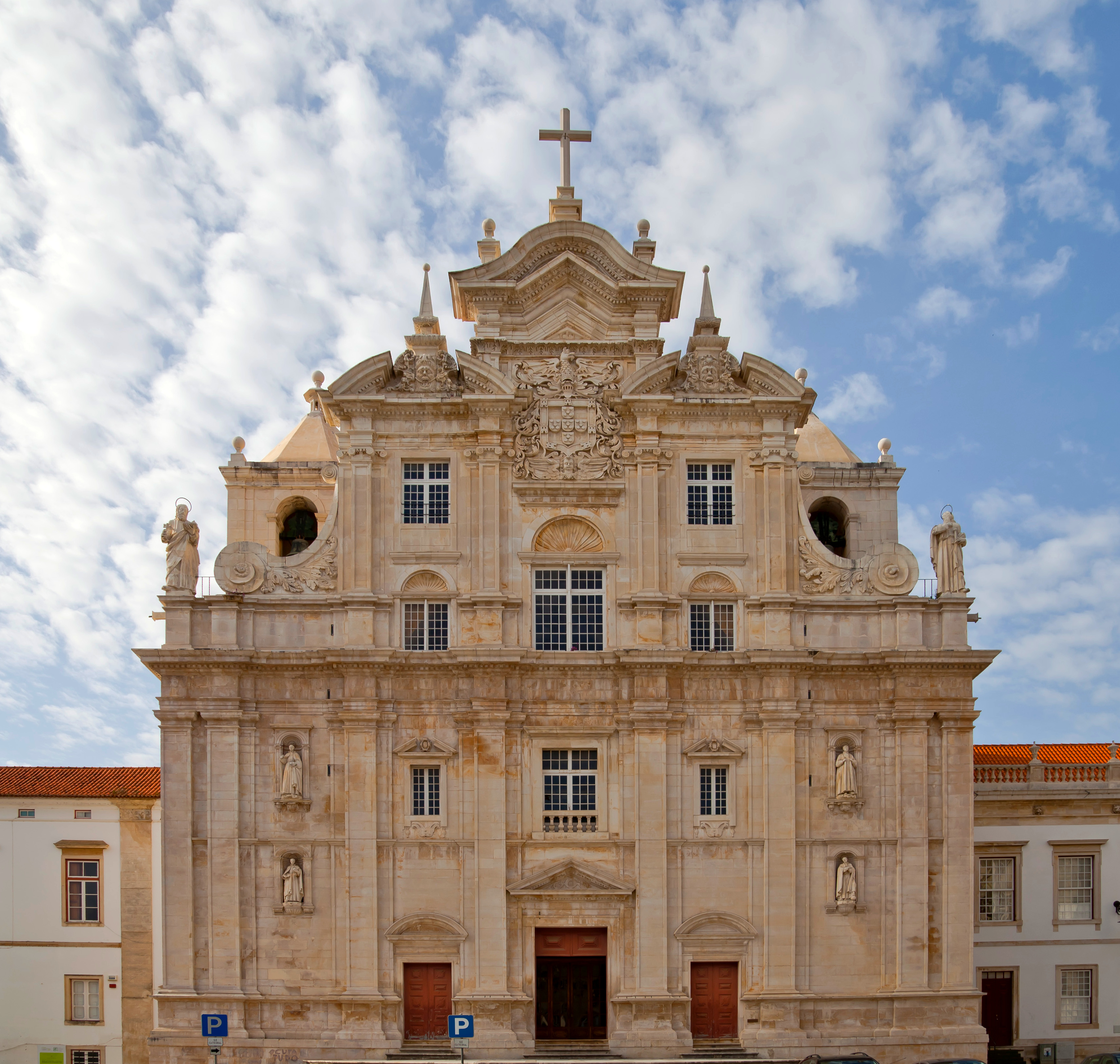
Neue Kathedrale von Coimbra

Die neue Kathedrale von Coimbra ist die Bischofskirche des römisch-katholischen Bistums Coimbra in der zentralportugiesischen Stadt Coimbra. Ihre offizielle Bezeichnung lautet Sé Nova de Santíssimo Nome de Jesus.

## Lage
Die neue Kathedrale liegt auf dem Altstadthügel der Stadt Coimbra gegenüber der geschichtsträchtigen Universität in einer Höhe von ca. 140 m. Die alte Kathedrale Sé Velha ist nur ca. 150 m entfernt.

## Geschichte
Das traditionsreiche Bistum Coimbra existiert schon seit dem 6. Jahrhundert; es überlebte auch die Phase der islamisch-maurischen Besatzung bis zur Rückeroberung (reconquista) der Stadt im Jahr 1064. Der Jesuitenorden gründete im Jahr 1541 (oder 1543) seine erste Niederlassung in Coimbra. An der von Baltazar Álvares geplanten und begonnenen ehemaligen Jesuitenkirche und dem gesamten Konventskomplex wurde ca. 100 Jahre lang gebaut (1598–1698). Nach der Aufhebung und Vertreibung des Jesuitenordens aus Portugal in den 1750er Jahren wurde der Bau ab dem Jahr 1772 als Bischofskirche weitergenutzt.

## Architektur

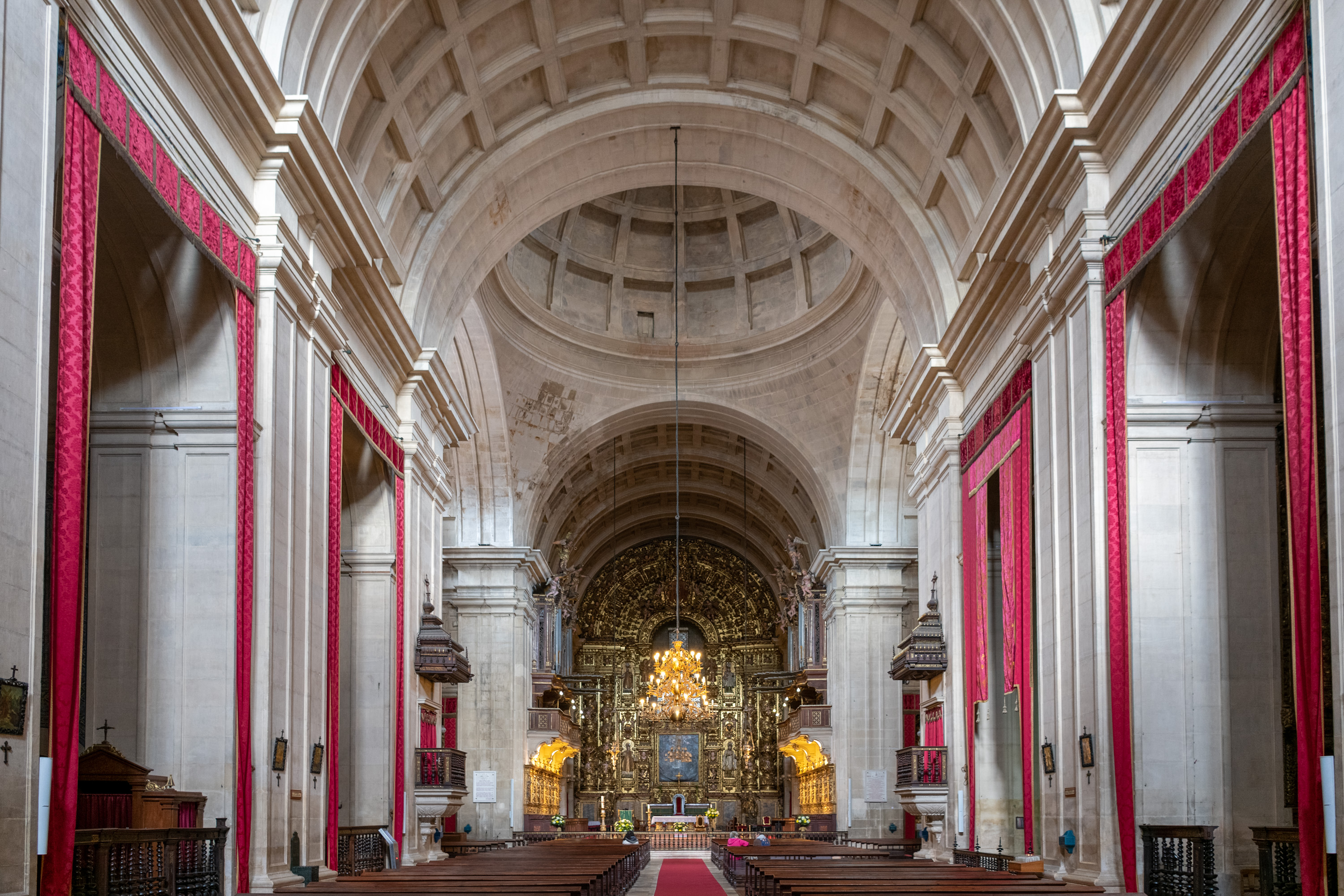
Inneres der Kirche

Von dem riesigen Konventskomplex nimmt die Kirche nur etwa ein Viertel der Grundfläche ein. Die im unteren Teil nur von vier Figurennischen aufgelockerte, doch insgesamt eher geradlinig strenge Spätrenaissance-Fassade erfährt im oberen Teil eine barocke Auflockerung der Formen. Dazu gehören die seitlichen Voluten ebenso wie das steinerne Staatswappen oder die gesprengten Giebel der beiden Lünetten; auch kleinere Zierformen wie Obelisken oder Kugeln sind zu erwähnen. Die im Hintergrund der Fassade kaum merklich aufragenden Glockentürme lassen darauf schließen, dass diese ursprünglich ganz anders geplant war.
Trotz der Dreiportaligkeit im Äußeren ist das Innere der Kirche nur einschiffig; es verfügt jedoch über Seitenkapellen, ein Querschiff und eine Vierungskuppel mit Laterne. Die Gewölbe sind allesamt kassettenförmig gestaltet.

## Ausstattung
Zur Ausstattung der Kirche gehört ein mit Schnitzfiguren und gedrehten Salomonischen Säulen reich bestücktes Altarretabel im Churriguera-Stil in der gerade schließenden Apsis. Auch die Seitenaltäre sowie das Taufbecken der Kirche verdienen Beachtung.

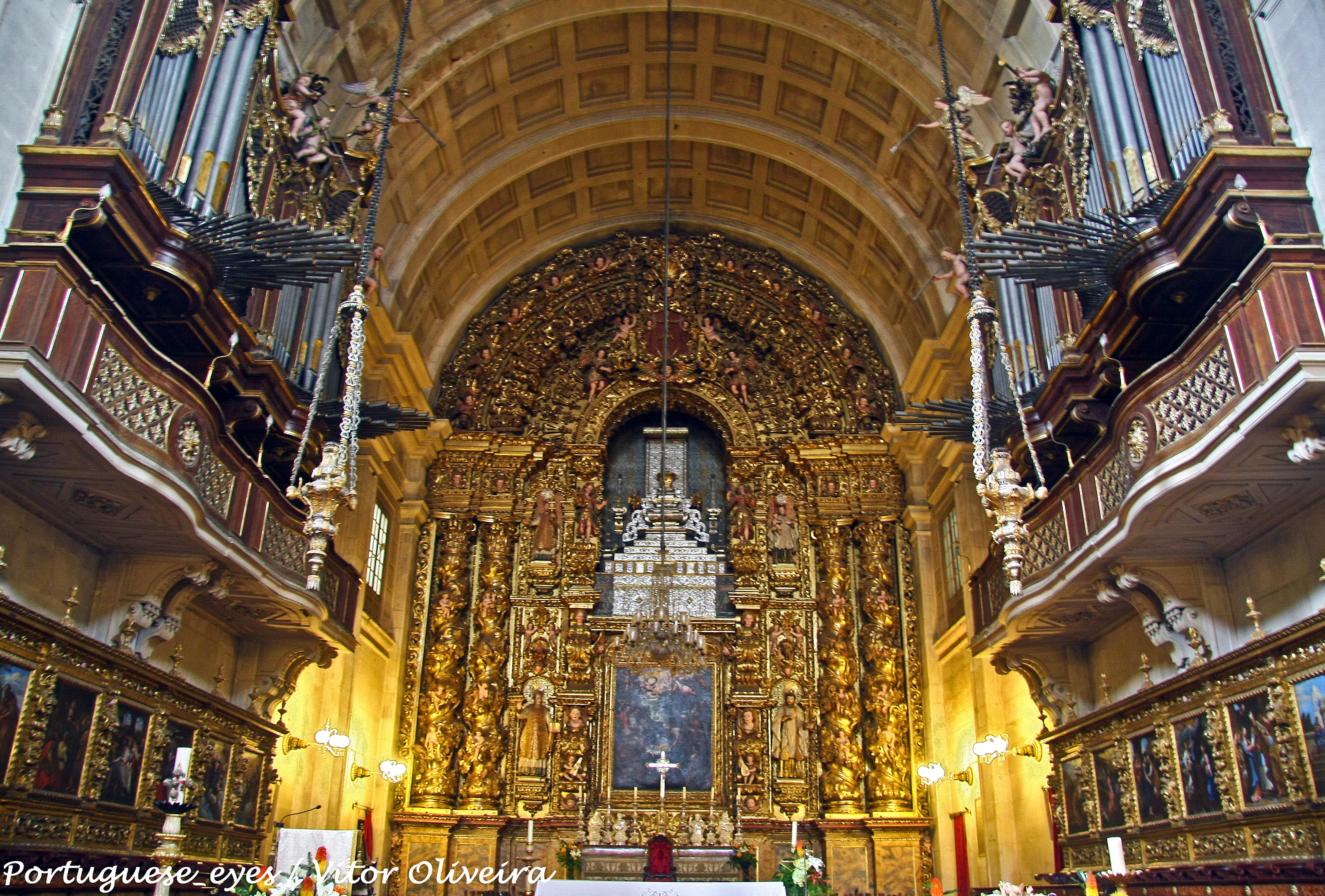
Chorgestühl, historische Doppelorgeln und Hauptaltar
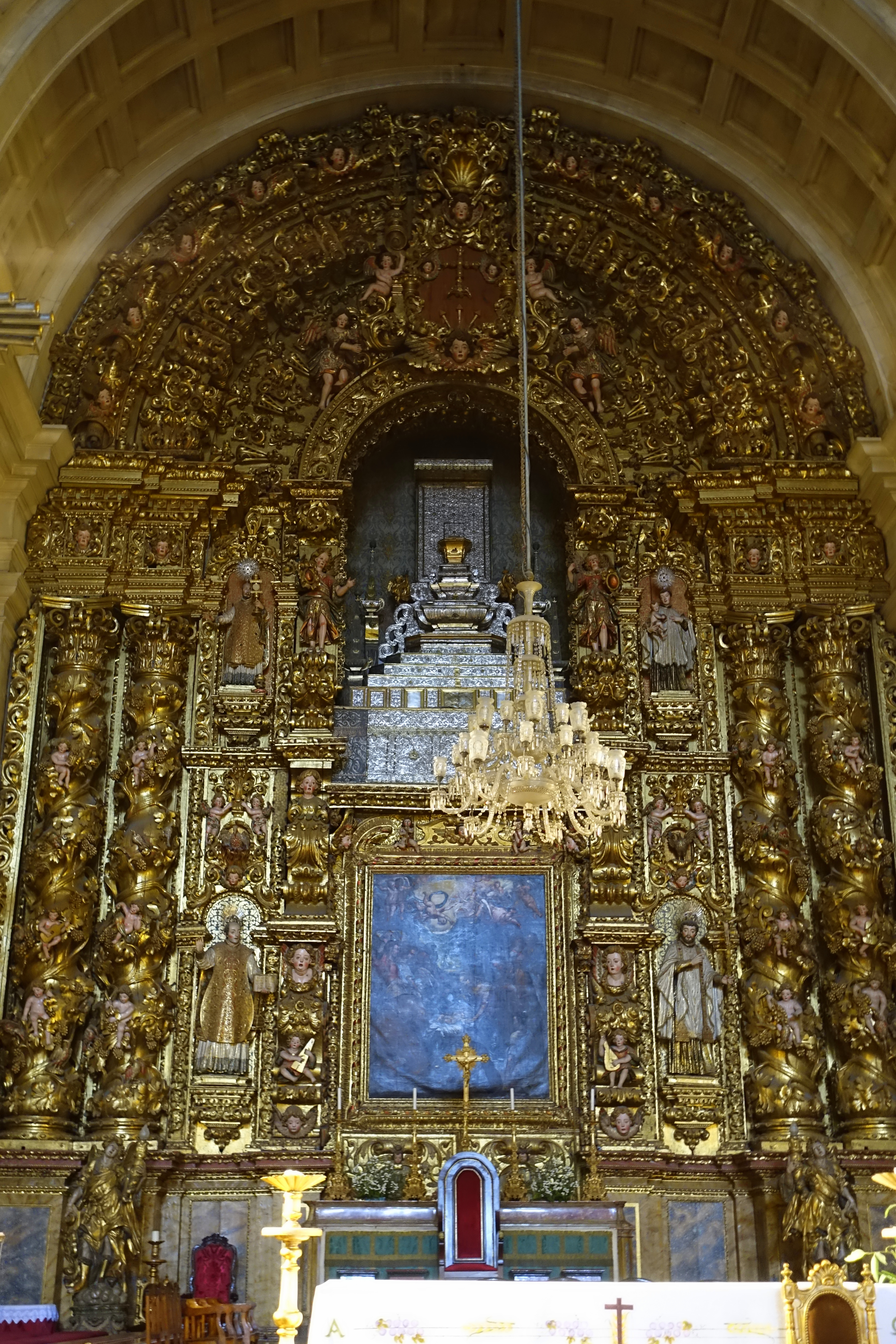
Barockaltar
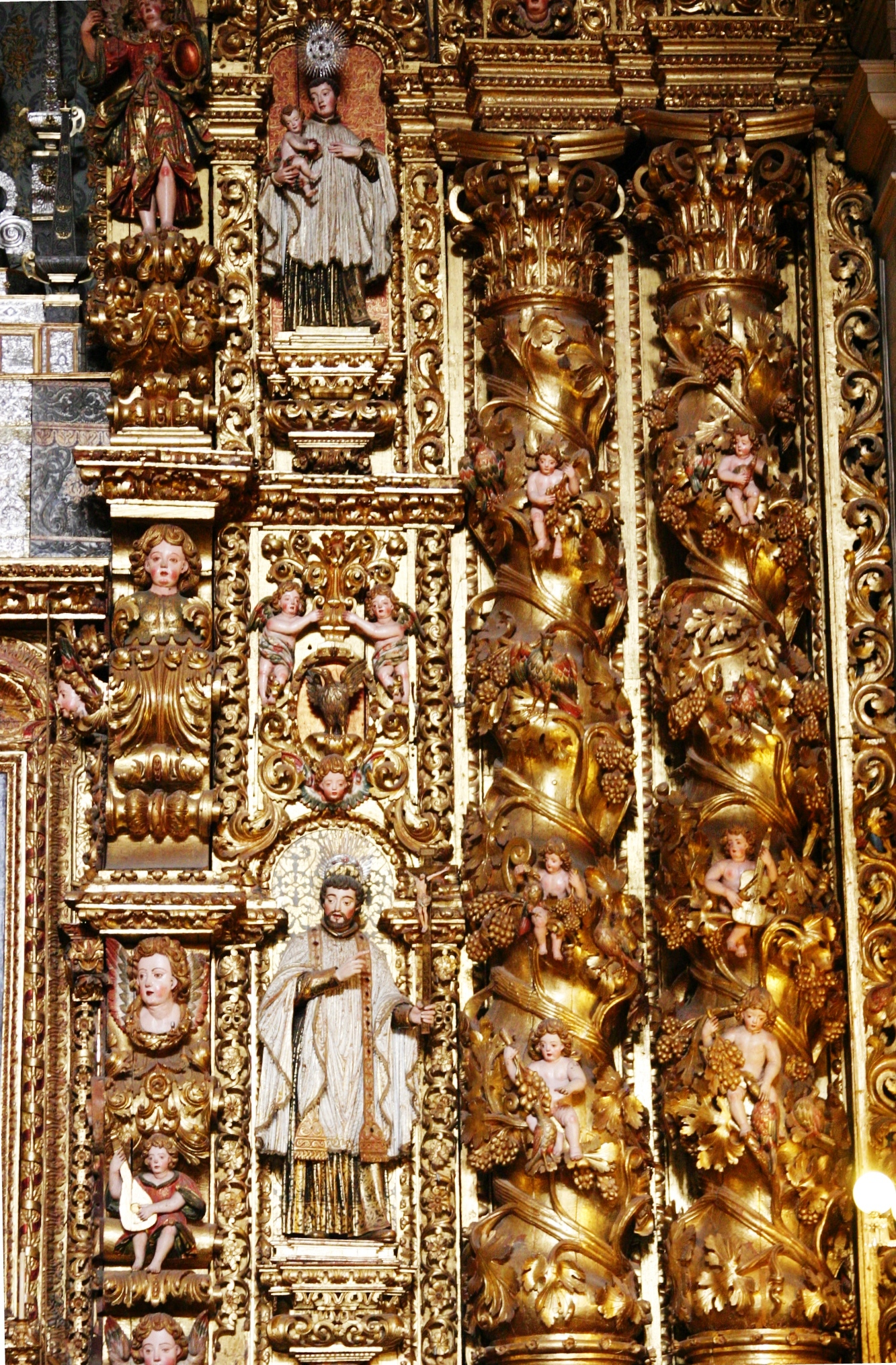
Detail des Altars
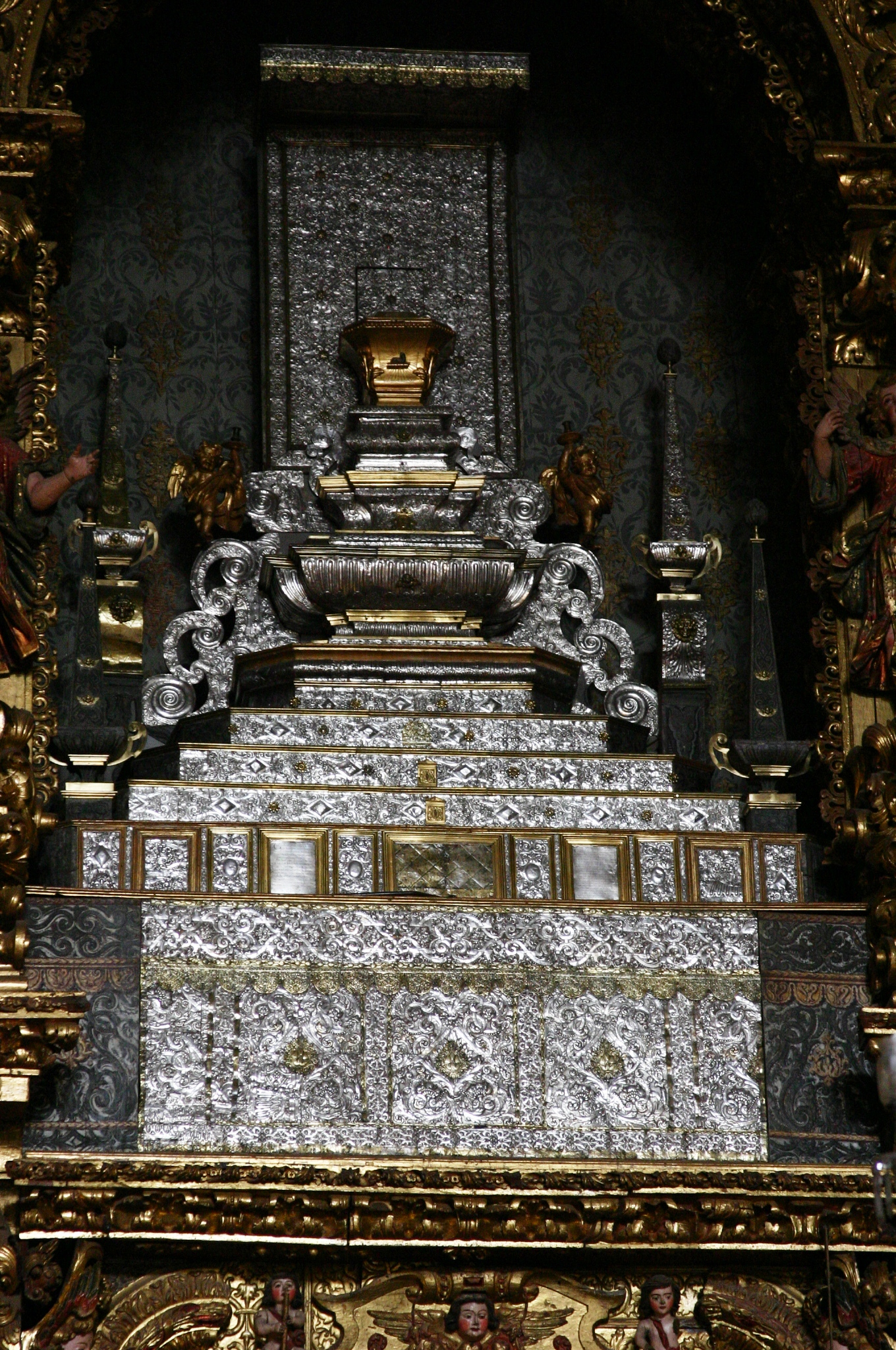
dto.
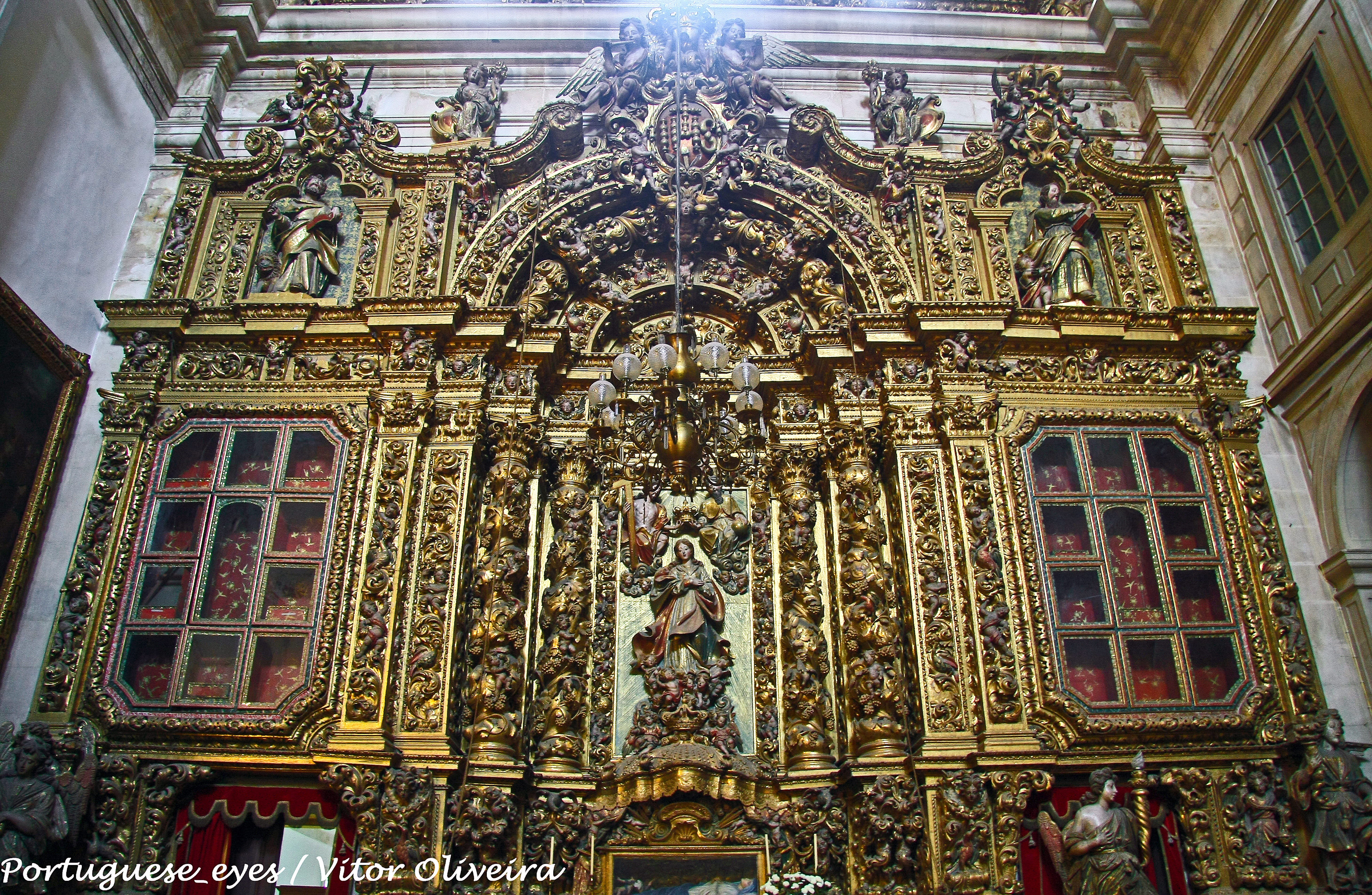
Seitenaltar
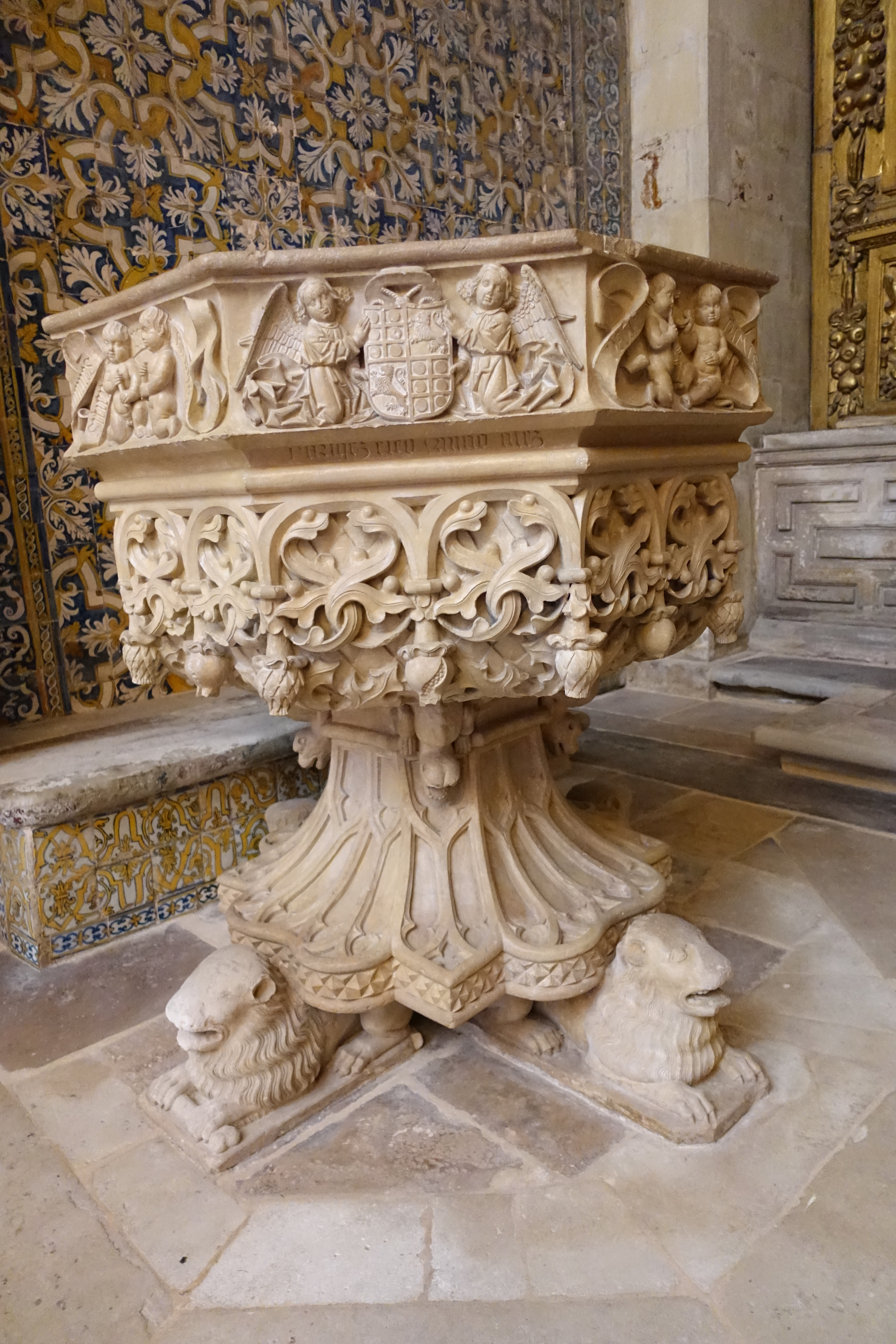
Taufbecken